# Patryk Dominik Sztyber
Patryk Dominik Sztyber, in arte Seth (Opoczno, 4 agosto 1979), è un chitarrista polacco, noto nell'ambiente musicale come membro dei Nomad dal 1994 e dei Behemoth dal 2004.

## Biografia
Patryk cominciò la sua carriera musicale nel 1994 con gli appena formatisi Nomad, andando a costituire uno dei pilastri stabili della formazione, nella quale milita tuttora. Nel 2004 entrò a far parte anche dei Behemoth; il suo ingresso portò nel gruppo delle sonorità più esotiche, grazie alla chitarra acustica da lui suonata in molti brani.

## Discografia

### Con i Nomad
Album studio
- 1997 - The Tail of Substance
- 1999 - The Devilish Whirl
- 2004 - Demonic Verses (Blessed Are Those Who Kill Jesus)
- 2007 - The Independence of Observation Choice
- 2011 - Transmigration of Consciousness

Demo
- 1996 - Disorder

### Con i Behemoth
Album studio
- 2004 - Demigod
- 2007 - The Apostasy
- 2009 - Evangelion
- 2014 - The Satanist
- 2018 - I Loved You at Your Darkest
- 2022 - Opvs Contra Natvram

EP
- 2005 - Slaves Shall Serve
- 2008 - Ezkaton

Live
- 2008 - At the Arena ov Aion – Live Apostasy

Raccolte
- 2011 - Abyssus abyssum invocat

### Collaborazioni
- 2008 – Free Man - Black River (cori nel brano "Free Man")
- 2020 – Kira - Peccatum Et Blasphemia (chitarra nel brano "The Fearful One")